# Bahnhof Tamachi
Der Bahnhof Tamachi (jap. 田町駅, Tamachi-eki) ist ein Bahnhof in der japanischen Hauptstadt Tokio. Er wird von der Bahngesellschaft JR East betrieben und befindet sich im Bezirk Minato.

## Verbindungen
Tamachi ist ein Durchgangsbahnhof an der Keihin-Tōhoku-Linie und an der Yamanote-Linie, die beide durch die Bahngesellschaft JR East betrieben werden. Erstere verbindet Ōmiya mit Tokio und Yokohama sowie daran anschließend auf der Negishi-Linie mit Ōfuna. Tagsüber fahren die Nahverkehrszüge alle fünf Minuten, während der Hauptverkehrszeit alle drei bis vier Minuten. Somit werden jede Stunde zwischen 12 und 20 Züge angeboten. Ähnlich dicht ist der Verkehr auf der ringförmig rund um das Tokioter Stadtzentrum verlaufenden Yamanote-Linie: Tagsüber in beiden Richtungen zwölf Züge je Stunde, während der Hauptverkehrszeit bis zu 18 Züge.
An der Bushaltestelle vor dem nördlichen Eingang halten drei Linien der Gesellschaften Toei Bus und Chii-Bus. Vor dem Südeingang steht ein Busterminal, der von zehn Linien der Gesellschaften Toei Bus, Chii-Bus und Odaiba Rainbow Bus sowie von mehreren Fernbuslinien bedient wird. Etwa 150 Meter nördlich steht der U-Bahnhof Mita, wo die Asakusa-Linie und die Mita-Linie der Toei-U-Bahn verkehren.

## Anlage
Der Bahnhof steht an der Grenze der Stadtteile Shiba (im Norden) und Shibaura (im Süden), die beide zum Tokioter Bezirk Minato gehören. In der Nähe befinden sich mehrere diplomatische Vertretungen, darunter die Botschaften von Botswana, Italien, Kuwait, Mosambik, Papua-Neuguinea und Ungarn. Ebenso sind zahlreiche Bildungseinrichtungen zu finden, darunter der Mita-Campus der Keiō-Universität. Ansonsten ist das Gebiet von zahlreichen Bürohochhäusern geprägt, wozu die Hauptsitzen renommierter Unternehmen wie Mitsubishi Motors, Bandai Namco Holdings, Morinaga Milk Industry, Haseko und NEC gehören.
Die Anlage ist von Nordosten nach Südwesten ausgerichtet und besitzt vier Gleise, die alle dem Personenverkehr auf der Keihin-Tōhoku-Linie und der Yamanote-Linie dienen. Diese liegen an zwei vollständig überdachten Mittelbahnsteigen. Sie werden dabei nicht nach Linienzugehörigkeit, sondern nach Fahrtrichtung angefahren, weshalb Tamachi häufig als Umsteigebahnhof empfohlen wird. Südlich daran vorbei verlaufen die Gleise der Tōkaidō-Hauptlinie und die Trasse der Schnellfahrstrecke Tōkaidō-Shinkansen. Sie verfügen über keine eigenen Bahnsteige, weshalb die Züge ohne Halt durchfahren. Über die gesamte Anlage spannt sich das Empfangsgebäude in Form eines Reiterbahnhofs, das durch Treppen, Aufzüge und Rolltreppen erschlossen wird.
Im Fiskaljahr 2019 nutzten durchschnittlich 158.839 Fahrgäste täglich den Bahnhof.

## Bilder

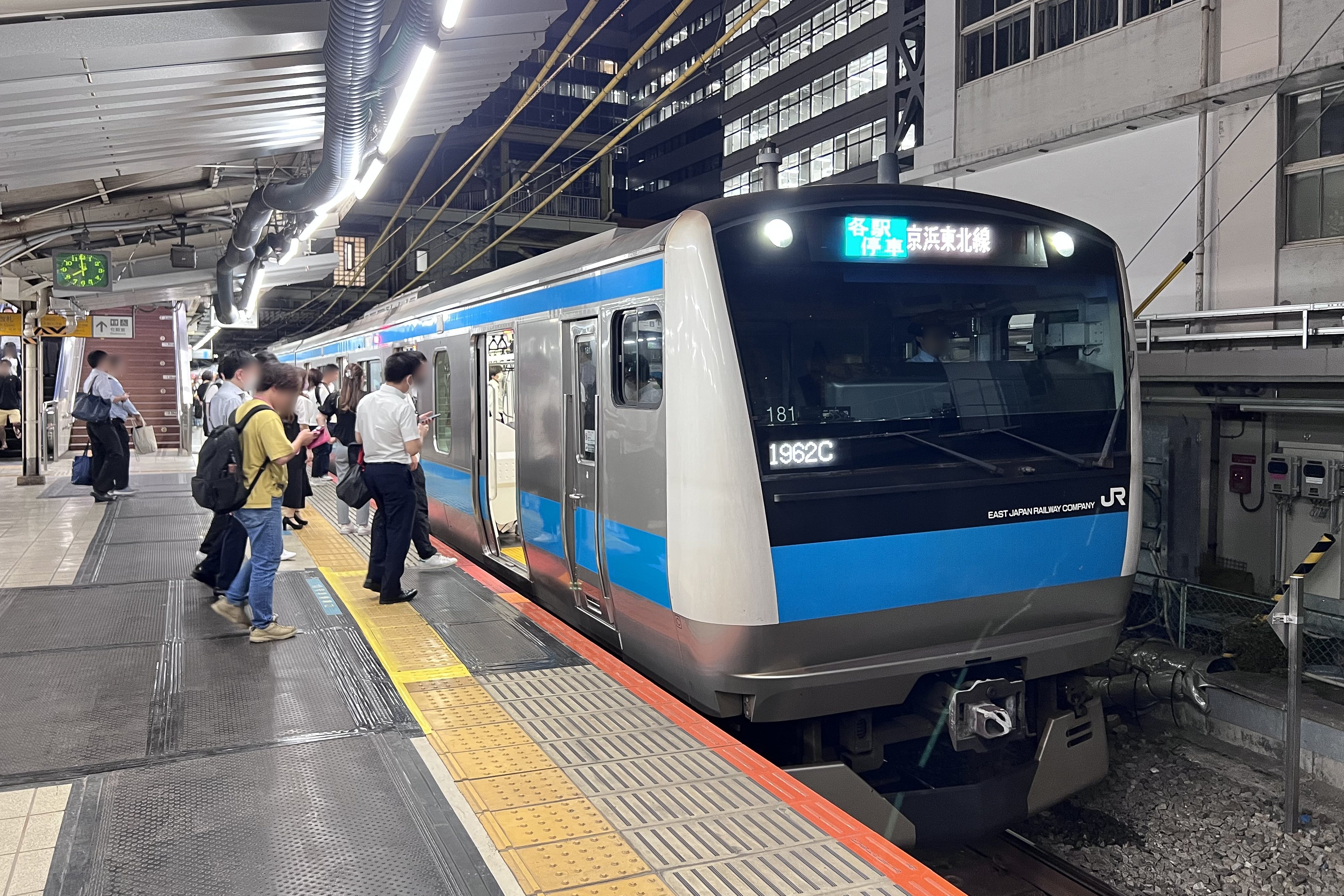
Triebzug der Baureihe E233
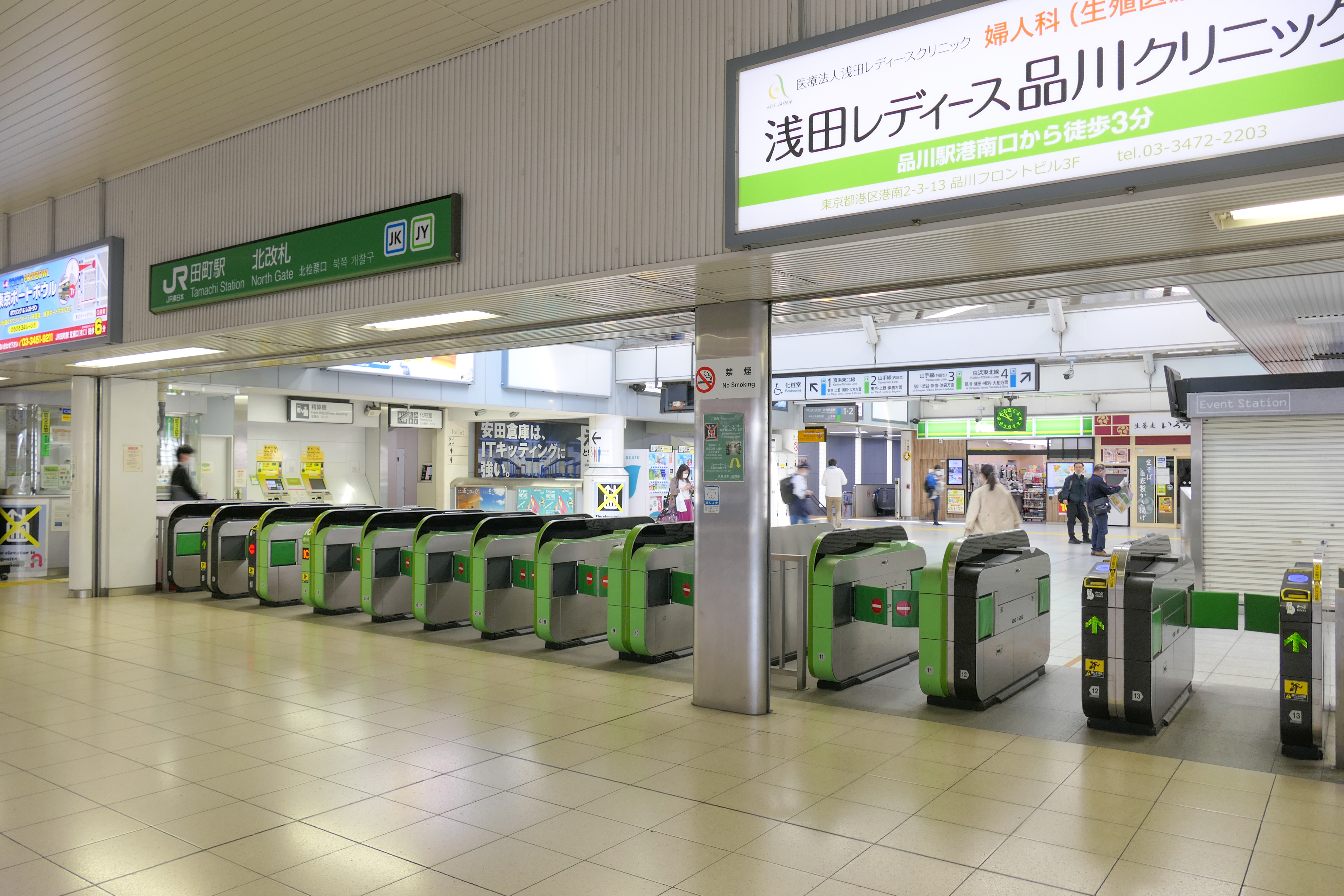
Bahnsteigsperren
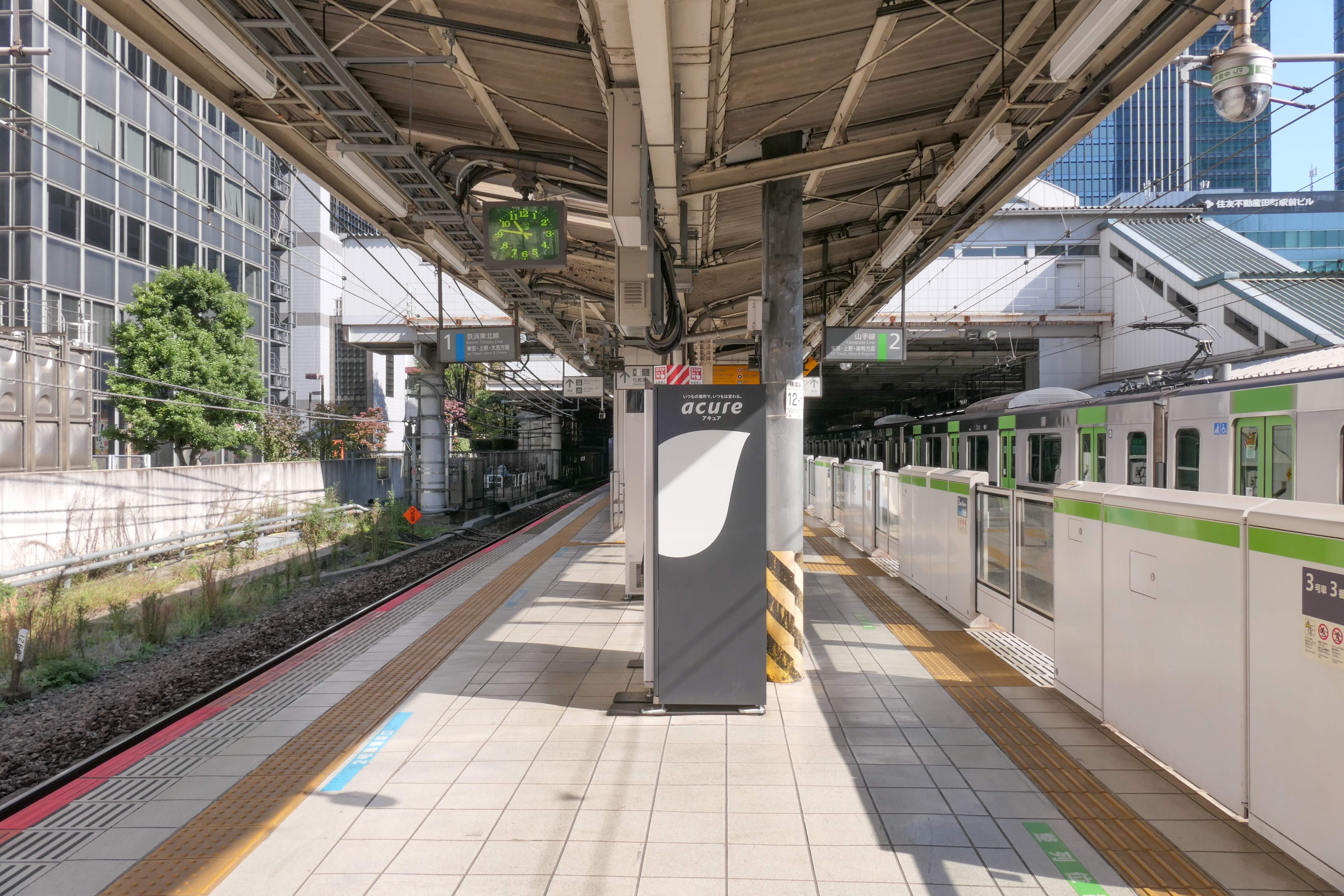
Bahnsteig (Gleise 1/2)
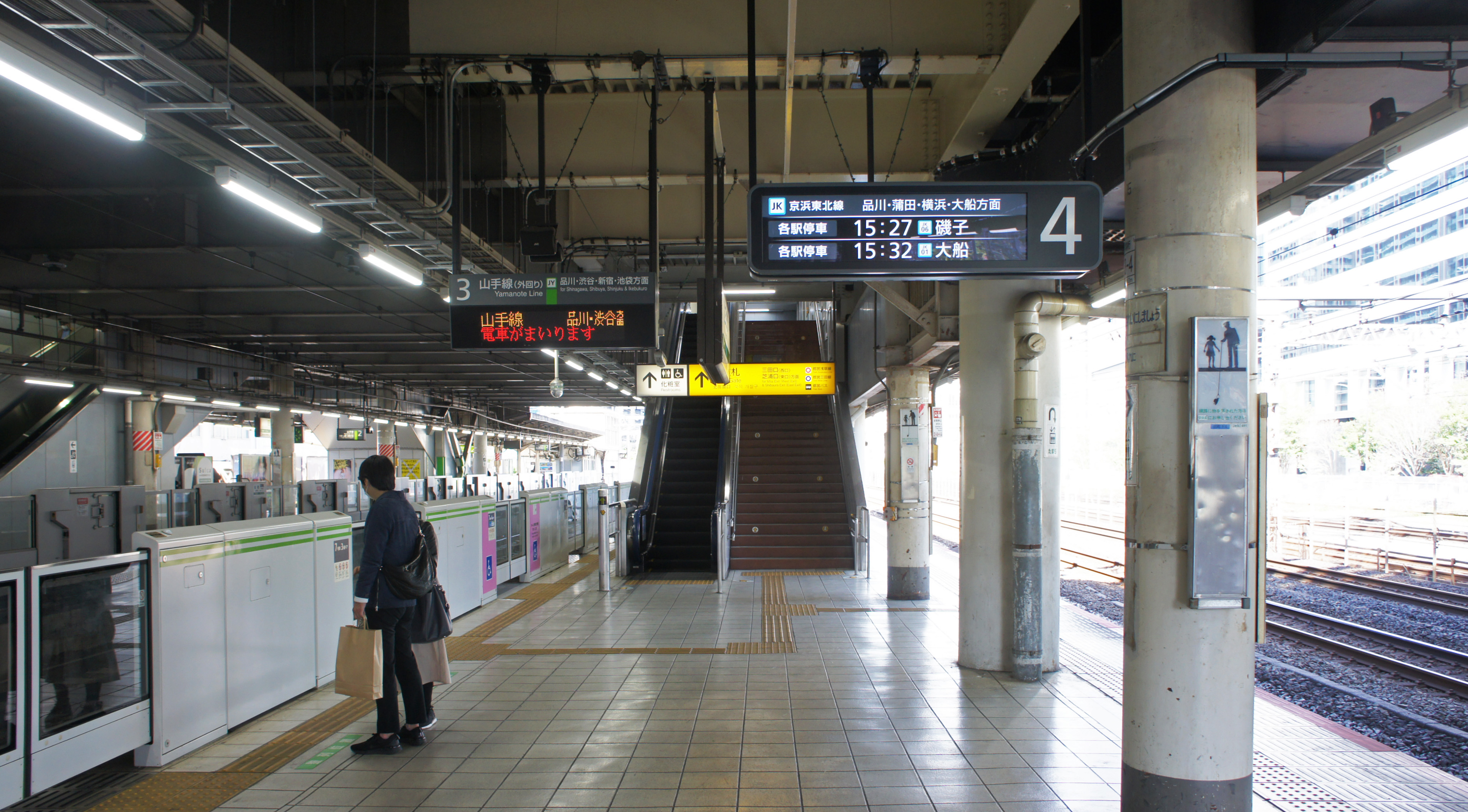
Bahnsteig (Gleise 3/4)

## Gleise
| 1 | ▉ Keihin-Tōhoku-Linie | Tokio • Ueno • Urawa • Ōmiya            |
| 2 | ▉ Yamanote-Linie      | Tokio • Ueno • Sugamo                   |
| 3 | ▉ Yamanote-Linie      | Shinagawa • Shibuya • Ikebukuro         |
| 4 | ▉ Keihin-Tōhoku-Linie | Shinagawa • Kawasaki • Yokohama • Ōfuna |

## Linien
| Verlauf der Keihin-Tōhoku-Linie / Negishi-Linie |
| --- |
| Ōmiya • Saitama-Shintoshin • Yono • Kita-Urawa • Urawa • Minami-Urawa • Warabi • Nishi-Kawaguchi • Kawaguchi • Akabane • Higashi-Jūjō • Ōji • Kami-Nakazato • Tabata • Nishi-Nippori • Nippori • Uguisudani • Ueno • Okachimachi • Akihabara • Kanda • Tokyo • Yūrakuchō • Shimbashi • Hamamatsuchō • Tamachi • Takanawa Gateway • Shinagawa • Ōimachi • Ōmori • Kamata • Kawasaki • Tsurumi • Shin-Koyasu • Higashi-Kanagawa • Yokohama • Sakuragichō • Kannai • Ishikawachō • Yamate • Negishi • Isogo • Shin-Sugita • Yōkōdai • Kōnandai • Hongōdai • Ōfuna |

| Verlauf der Yamanote-Linie |
| --- |
| Shinagawa • Ōsaki • Gotanda • Meguro • Ebisu • Shibuya • Harajuku • Yoyogi • Shinjuku • Shin-Ōkubo • Takadanobaba • Mejiro • Ikebukuro • Ōtsuka • Sugamo • Komagome • Tabata • Nishi-Nippori • Nippori • Uguisudani • Ueno • Okachimachi • Akihabara • Kanda • Tokyo • Yūrakuchō • Shimbashi • Hamamatsuchō • Tamachi • Takanawa Gateway • Shinagawa |

## Geschichte
Bei der Eröffnung des ersten Abschnitts der Tōkaidō-Hauptlinie im Jahr 1872 lag der größte Teil des späteren Tamachi noch unter Wasser in der Bucht von Tokio. Der Bereich westlich des Bahndamms wurde in den 1890er Jahren durch Landgewinnung trockengelegt, östlich davon zu Beginn des 20. Jahrhunderts. Das Eisenbahnamit des Kabinetts (das spätere Eisenbahnministerium) eröffnete den Bahnhof am 16. Dezember 1909, zusammen mit dem Teilstück Shinagawa–Shimbashi der Yamanote-Linie. Am 1. April 1926 erhielt der Bahnhof einen zweiten Zugang an der Südostseite, der den Stadtteil Shibaura erschloss.
Die Umgebung des Bahnhofs war bis in die 1970er Jahre überwiegend industriell geprägt und umfasste mehrere Süßwaren-, Elektronik- und Maschinenfabriken. Dann verlagerte sich der Fokus hin zum Dienstleistungssektor und es entstanden zunehmend Bürohochhäuser, beginnend mit dem Morinaga-Plaza-Gebäude im Jahr 1970. Die Nordwestseite des Bahnhofs wurde ab 1988 grundlegend saniert und mit einer neuen Fußgängerbrücke über die angrenzende Hauptstraße erschlossen. Im Rahmen der Staatsbahnprivatisierung ging der Bahnhof am 1. April 1987 in den Besitz der neuen Gesellschaft JR East über. In zweieinhalbjähriger Bauzeit wurde die Fußgängerpassage bis Februar 2003 von sieben auf 16 Meter verbreiter.